# Uniwersytet Ramkhamhaeng

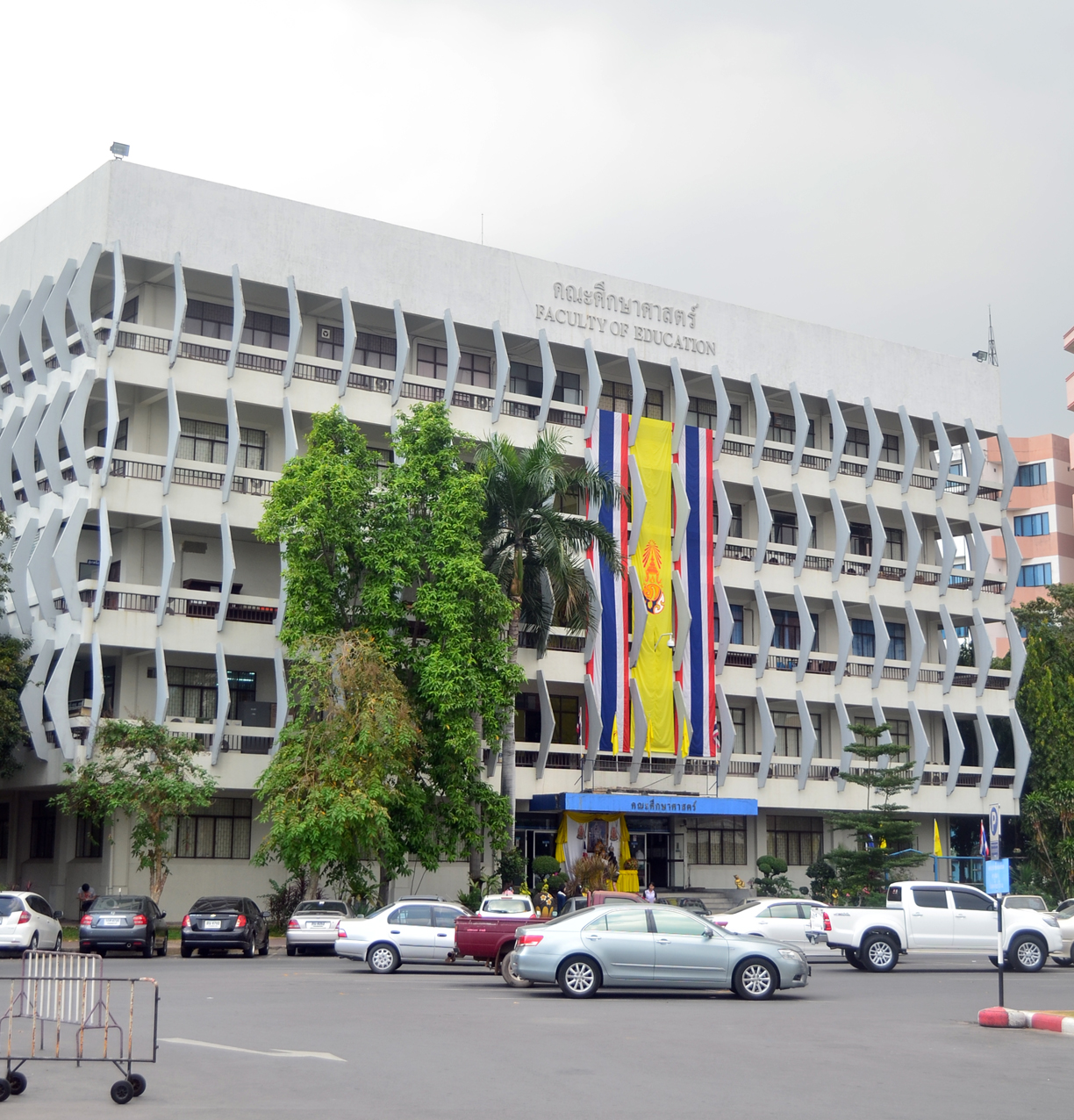
Budynek Wydziału Edukacji

Uniwersytet Ramkhamhaeng (taj. มหาวิทยาลัยรามคำแหง; ang. Ramkhamhaeng University) – największy publiczny uniwersytet w Tajlandii. Dwa główne kampusy uczelni znajdują się w Bangkoku. Uniwersytet nazwany na cześć króla Ramkhamhaeng, który powszechnie jest uznawany za twórcę tradycyjnego alfabetu tajskiego.
Na uczelnię uczęszcza około 435 tys. studentów.

## Absolwenci
Do znanych absolwentów uniwersytetu należą:
- Abhisit Vejjajiva[4]
- Sonthi Boonyaratkalin
- Chalerm Yubamrung
- Somjit Jongjohor
- Paradorn Srichaphan[5]
- Aree Wiratthaworn